# Enodia andromacha
Enodia andromacha är en fjärilsart som beskrevs av Jacob Hübner 1816. Enodia andromacha ingår i släktet Enodia och familjen praktfjärilar. Inga underarter finns listade i Catalogue of Life.